# オリオン座パイ5星
オリオン座π5星（オリオンざパイ5せい、π5 Orionis、π5 Ori）は、オリオン座の連星系である。見かけの等級は3.7と、肉眼でみえる明るさである。年周視差に基づいて太陽からの距離を計算すると、およそ860光年となる。

## 特徴
オリオン座π5星は、スペクトル線に基づく視線速度の時間変化から単独星でないことがわかった分光連星であり、単独星とみなした場合のスペクトル型はB2 III相当となっている。また、明るさの時間変化も観測されており、確定した変光星として楕円体状変光星（ELL）に分類されている。

### 連星
オリオン座π5星の視線速度変化は、20世紀の初めにフロストとアダムズによって発見され、すぐに分光連星であると考えられるようになった。その10年後には、軌道要素も詳しく求められるようになった。
オリオン座π5星系の軌道周期は、3.7日と短く、離心率はほぼ無視できる値である。軌道長半径は、太陽半径の26倍程度と見積もられる。
オリオン座π5星の主星は、質量、半径とも太陽の12倍程度のB型巨星と考えられ、有効温度はおよそ21,000Kと見積もられる。一方伴星は、質量が太陽の3倍、半径が太陽の5倍、有効温度が16,500K程度であると予想されている。オリオン座π5星の年齢は、およそ1800万年と推定される。輝星星表では、オリオン座π5星の伴星のスペクトル型はB0 Vとされているが、これが正しいとすると、主星と伴星の明るさが観測と矛盾するため、誤りではないかと指摘されている。

### 変光
ステビンスは、食連星であるおうし座λ星観測の比較星として、オリオン座π5星を観測していたが、そのうちに、オリオン座π5星も変光していることを発見し、軌道周期に2度の極大／極小があることに気が付いた。光度曲線には、食連星の特徴はなく、ステビンスはオリオン座π5星が、連星間の重力によって光球面が間延びし、公転に伴って見かけの大きさが変わることによる変光、つまり楕円体状変光星であるとした。食のない純粋な楕円体状変光星と主張された例は、オリオン座π5星が初めてであった。
その後の分析で、オリオン座π5星は確かに楕円体状変光星と結論付けられ、変光星総合カタログにもそのように収録されている。変光幅は、極大と極小の間で0.05等級程度である。

## 名称
アメリカのアマチュア博物学者アレンによれば、オリオン座ο1星、ο2星、オリオン座π1星、π2星、π3星、π4星、π5星、π6星、オリオン座g星をまとめて、ペルシア語で「冠」を意味するAl Tāj、或いはアラビア語で「衣服の袖」を意味するAl Kummと呼ばれていた。
中国では、オリオン座π4星は、参宿の持つ旗、或いは将軍の弓矢を意味する參旗（拼音: Shēn Qí）という星官を、オリオン座ο1星、ο2星、オリオン座g星、オリオン座π1星、π2星、π3星、π4星、π6星と共に形成する。オリオン座π4星自身は、參旗八（拼音: Sān Qí bā）つまり参旗の8番星と呼ばれる。